# Fuefuki
Fuefuki (笛吹市; -shi) é uma cidade japonesa localizada na província de Yamanashi.
Em 1 de Outubro de 2004, a cidade tinha uma população estimada em 72 580 habitantes e uma densidade populacional de 440 h/km². Tem uma área total de 164,77 km².
Recebeu o estatuto de cidade a 12 de Outubro de 2004.

## Cidades-irmãs
- Bad Mergentheim, Alemanha
- Feicheng, China
- Nuits-Saint-Georges, França
- Tateyama, Japão
- Tainai, Japão
- Sado, Japão
- Yui, Japão
- Ichinomiya, Japão
- Fujikawaguchiko, Japão